# 葵時緒
葵時緒（日语：葵 時緒，2月13日—），日本女聲優。主要在成人遊戲和動畫界工作，知名於《黑獸～被白濁沾污的高傲聖女～》系列及其續作中詮釋黑暗精靈女王奧莉卡·迪斯可迪亞（オリガ・ディスコルディア）；其他作品如《怪物突襲 -墮入惡魔的姫騎士-》（2013年）、《ALIA's CARNIVAL!》（2014年）、《戰國†戀姬》（2016年）及《VenusBlood -FRONTIER-》（2019年）。

## 外部連結
- 葵時緒的X（前Twitter）